# Teorema do valor intermediário

Teorema do Valor Intermediário.

O teorema do valor intermediário (português brasileiro) ou intermédio (português europeu) ou teorema de Bolzano (por vezes chamado teorema de Bolzano-Cauchy) garante que, se uma função real {\displaystyle f} definida num intervalo {\displaystyle [a,b]} é continua, então qualquer ponto {\displaystyle d} tal que {\displaystyle f(a)\leq d\leq f(b)} ou {\displaystyle f(a)\geq d\geq f(b)} é da forma {\displaystyle f(c)}, para algum ponto {\displaystyle c} do intervalo {\displaystyle [a,b]}. Em outras palavras, para uma tal função, dado qualquer valor {\displaystyle d} entre {\displaystyle f(a)} e {\displaystyle f(b)}, existe pelo menos um {\displaystyle c} entre {\displaystyle a} e {\displaystyle b} tal que {\displaystyle f(c)=d}. Ou ainda, qualquer reta horizontal {\displaystyle y=d} entre as retas {\displaystyle f(a)} e {\displaystyle f(b)} intercepta o gráfico da função em pelo menos um ponto {\displaystyle (c,d)} com {\displaystyle c\in [a,b]}.

## Corolário do Teorema de Bolzano

Corolário do Teorema de Bolzano.

O Corolário do Teorema de Bolzano é um caso particular deste teorema quando {\displaystyle d=0.} Ou seja se numa função contínua considerando dois pontos {\textstyle a} e {\textstyle b} e {\displaystyle f(a)f(b)<0,} então existe pelo menos um ponto {\displaystyle c\in ]a,b[:f(c)=0.} Ou seja, a função tem pelo menos uma raiz entre {\textstyle a} e {\textstyle b}.

## Demonstrações
Nas demonstrações que se seguem vai-se supor que se está no caso em que f(a) ≤ d ≤ f(b); o outro caso é análogo.

### Primeira demonstração
Considerem-se os números a1 e b1 assim definidos:
- se f((a + b)/2) ≤ d, então a1 = (a + b)/2 e b1 = b;
- caso contrário, a1 = a e b1 = (a + b)/2.

Então a ≤ a1 ≤ b1 ≤ b, f(a1) ≤ d ≤ f(b1) e b1 − a1 = (b − a)/2.
Em seguida, definem-se pontos a2 e b2 a partir de a1 e b1  pelo mesmo processo e assim sucessivamente. Se se definir a0 = a e b0 = b, fica-se com uma sucessão ([an,bn])n ≥ 0 de intervalos que é decrescente, ou seja
{\displaystyle [a_{0},b_{0}]\supset [a_{1},b_{1}]\supset [a_{2},b_{2}]\supset \cdots }
Pelo teorema do encaixe de intervalos, existe algum c que está em todos os intervalos. Por outro lado, como o comprimento de cada intervalo é metade do anterior, o comprimento dos intervalos tende para 0. Resulta deste facto e da definição de c que
{\displaystyle c=\lim _{n\in \mathbb {N} }a_{n}=\lim _{n\in \mathbb {N} }b_{n}.}
Mas então, como f é contínua em c e como
{\displaystyle (\forall n\in \mathbb {N} ):f(a_{n})\leqslant d\leqslant f(b_{n}),}
tem-se
{\displaystyle f(c)=\lim _{n\in \mathbb {N} }f(a_{n})\leqslant d{\mbox{ e }}f(c)=\lim _{n\in \mathbb {N} }f(b_{n})\geqslant d.}
Logo, {\displaystyle f(c)=d}.

### Segunda demonstração
Seja
{\displaystyle S=\left\{x\in [a,b]\,\vert \,(\forall y\in [a,x]):f(y)\leqslant d\right\}}
Então S é majorado (nenhum elemento de S é maior do que b) e não é vazio (pois contém a). Logo, tem um supremo c. Então f(c) ≤ d, pois:
- se c = a, então tem-se f(c) ≤ d por hipótese;
- caso contrário, como f é contínua em c e f(x) ≤ d quando a ≤ x < c, f(c) ≤ d.

Se se tivesse f(c) < d, haveria, pela continuidade de f em c, pontos x tais que c < x ≤ b para os quais se teria f(y) < d em todo o intervalo [a,x], o que contradiz o facto de c ser o supremo de S. Logo, f(c) = d.

## Corolários
- Uma função real de variável real contínua aplica intervalos em intervalos.
- Se f é uma função contínua de [a,b] em R e se f(a) e f(b) têm sinais opostos, então existe pelo menos um número real c entre a e b tal que f(c) = 0.[1]
- Teorema dos pontos antipodais:  Em qualquer círculo máximo em torno da Terra sempre existem pontos antipodais com mesma temperatura, pressão ou elevação (ou qualquer quantidade escalar que varie continuamente).[2]

DemonstraçãoChama de {\displaystyle f} a função contínua definida no círculo em questão. Claramente, {\displaystyle f(0)=f(2\pi )}. Define {\displaystyle g(t)=f(t)-f(t+\pi )}. Nota que a função {\displaystyle g} fornece a diferença da função {\displaystyle f} entre dois pontos opostos no círculo, ou seja, pontos antipodais. Se {\displaystyle g} é constante e igual a zero a afirmação fica estabelecida. Senão, pega um ponto {\displaystyle a} tal que {\displaystyle g(a)>0}.  Agora, observa que {\displaystyle g(a)=-g(a+\pi )}. Pelo Teorema do valor intermediário, existe {\displaystyle c\in [a,a+\pi ]} tal que {\displaystyle g(c)=0}. Portanto, {\displaystyle f(c)=f(c+\pi )}. cqd